# Merișor de stâncă
Merișorul de stâncă (Amelanchier ovalis), numit și păr de stâncă, irga, este un arbust de cca 2,5 m, cu frunze verzi-cenușii, iar toamna roșii-oranj, ovate, rotunjite la vârf și bază, flori  albe, în raceme terminale, fructe aproape rotunde, albastre-negricioase, care crește în regiunile muntoase centrale și sudice ale Europei, Caucaz și Africa de Nord. În România este rar întâlnit la mari altitudini în Munții Apuseni, Ceahlău etc. În România și Republica Moldova se cultivă rar ca arbust ornamental pe locurile semiumbroase din parcuri.

## Descrierea
Arbust de 1-3 m înălțime, cu ramuri erecte, îndreptate în sus. Lujeri netezi, nespinoși, la început dispers păroși (pubescenți), mai târziu glabrescenți, lucitori, bruni, bruni-cenușii, bruni-roșcați,  cu lenticele mari; adesea acoperiți cu o pieliță fină exfoliabilă. Mugurii tomentoși, scurți, groși, conici, cu vârful ascuțit, de 7-8 mm lungime, alipiți sau numai apropiați de lujer.
Frunze alterne, simple, întregi, eliptice, lat-ovate sau subrotunde, lungi de 2-5 cm, late de 2-3,5 cm, la bază ușor cordate sau rotunjite și retuze, la vârf adesea rotunjite, ușor mucronate, pe margini aproape până la bază fin serat-crenate, pe față verzi-închis, glabrescente, pe dos la început tomentoase, lanat-păroase, verzi-gălbui, apoi glabrescente, cenușii-deschis; toamna se colorează în roșu-portocaliu. Stipele liniare, păroase, cad de timpuriu.
Florile albe, tomentoase, de 1-1,5 cm diametru, grupate în raceme terminale multiflore, erecte, scurte, cu pedunculi și receptaculul tomentos, alburiu. Înflorește în aprilie-iunie Inflorescențe racemoase, spiciforme, situate terminal pe brahiblaste, 3-6-flore. Bractei caduce de timpuriu. Receptacul alb tomentos. Sepale 5, alungit triunghiulare, lungi până la 3 mm, persistente pe fruct glabrescente sau dispers păroase. Petale 5, albe alungite, lanceolate, îngust obovate   sau cuneat lanceolate, la vârf   rotunjite și ± roșietice.   Stamine (10) 20.   Gineceu (2) 5-carpelar,   2-5-locular.   Stile (2) 5   libere,   situate pe marginea superioară a inelului glandulos (disc).
Fructele sunt poame de 4-8-10 mm diametru, cu receptacul extern cărnos, suculent, globulos, negre-albăstrui, brumate, dulcege, cu resturi de caliciu în vârf, dulci, au 4-10 sâmburi; se coc în august; conțin 4-10 sâmburi, care trebuie stratificați înainte de semănare. Se poate înmulți și prin butași de rădăcină. Crește repede în primii ani.

## Arealul
Crește în regiunile muntoase ale Europei Centrale și sud-estice, Crimeea, Caucaz, Asia Mică și Africa de Nord.

## Prezența în România și Republica Moldova
În România, este sporadic la altitudini mari, între 1.600 și 2.000 m, rar întâlnit în Munții Apuseni, Ceahlău, Bârsei, Retezat, etc.
În Republica Moldova este cultivat rar ca arbust ornamentali în parcuri.

## Cerințele ecologice
Specie puțin pretențioasă față de sol, rezistentă la ger și secetă, are temperament oarecum de lumină. Vegetează de preferință pe soluri calde, formate pe calcare, de obicei pe cele superficiale, scheletice în crăpături de stânci, coaste pietroase, însorite, defileuri, grohotișuri, tufișuri, păduri, de obicei între 1600-2000 m.

## Importanța
Datorită florilor sale și coloritului de toamnă al frunzișului, se poate cultiva ca arbust ornamental pe locurile semiumbroase din regiunile înalte până în antestepă. De asemenea, se poate folosi la garduri vii și liziere. Servește ca portaltoi pentru obținerea de meri și peri pitici.Prezintă importanță naturalistică, peisagistică și farmaceutică (fructele au efecte hipotensive și antisclerotice).

## Imagini clasice

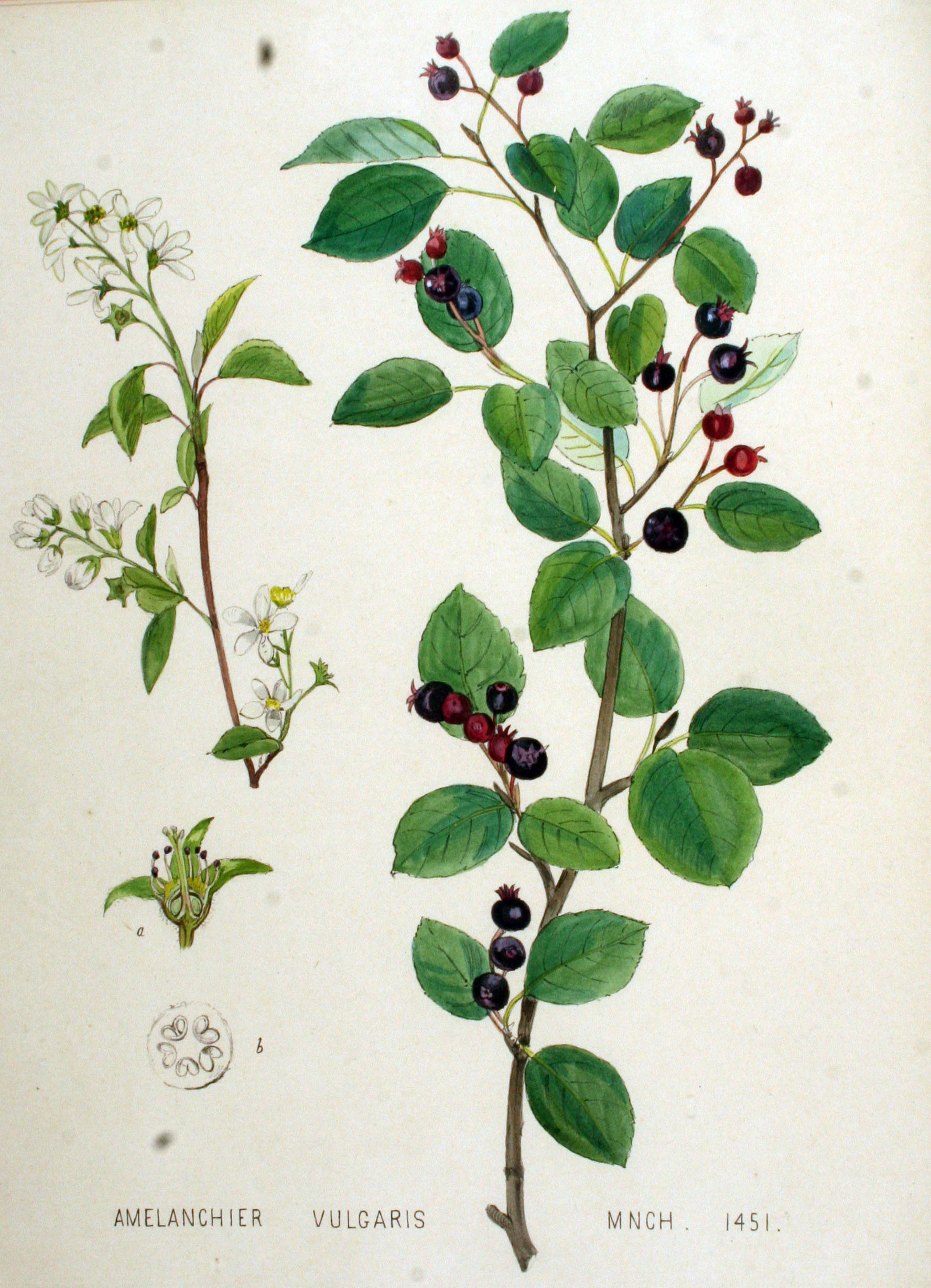
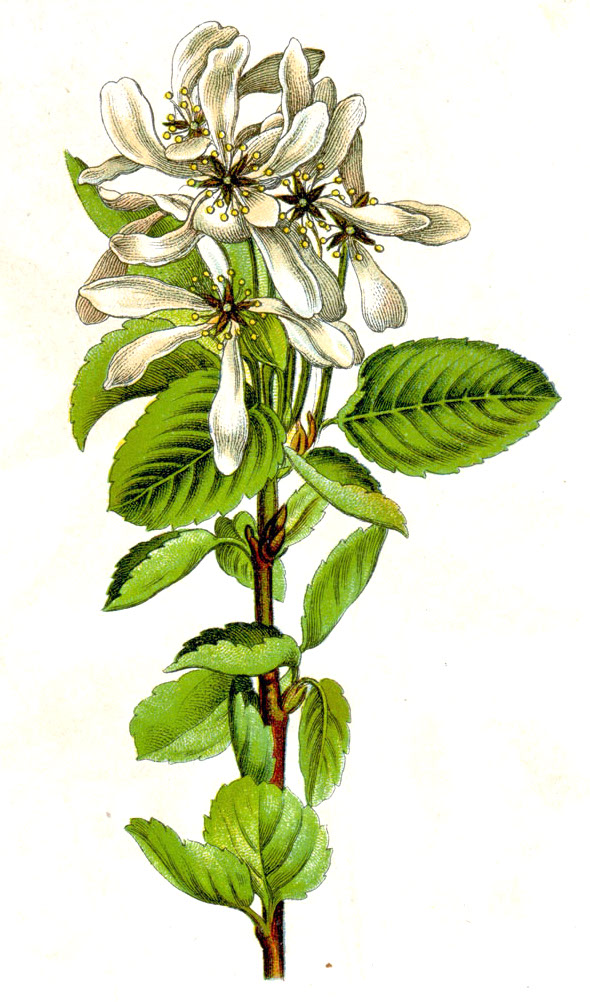
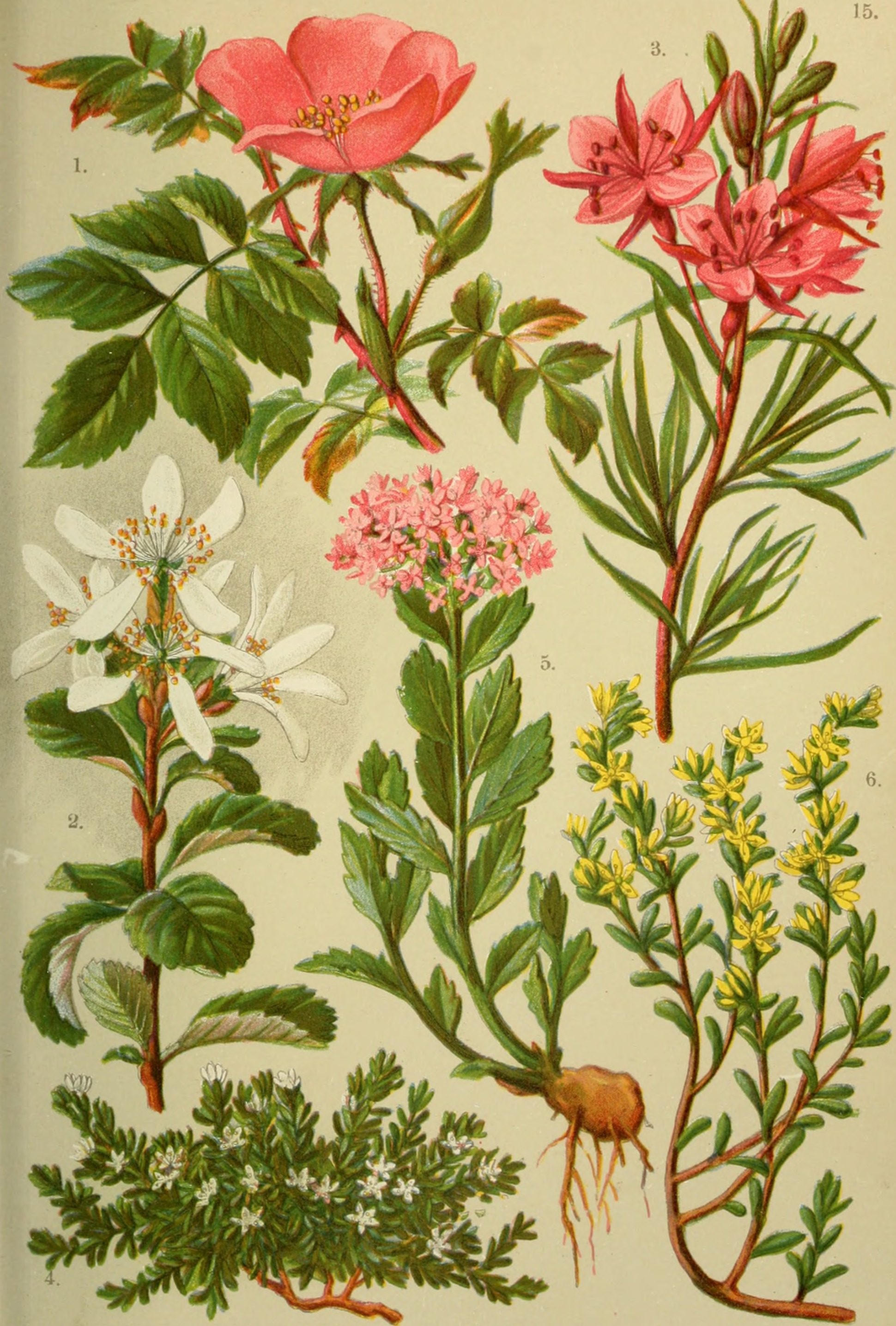
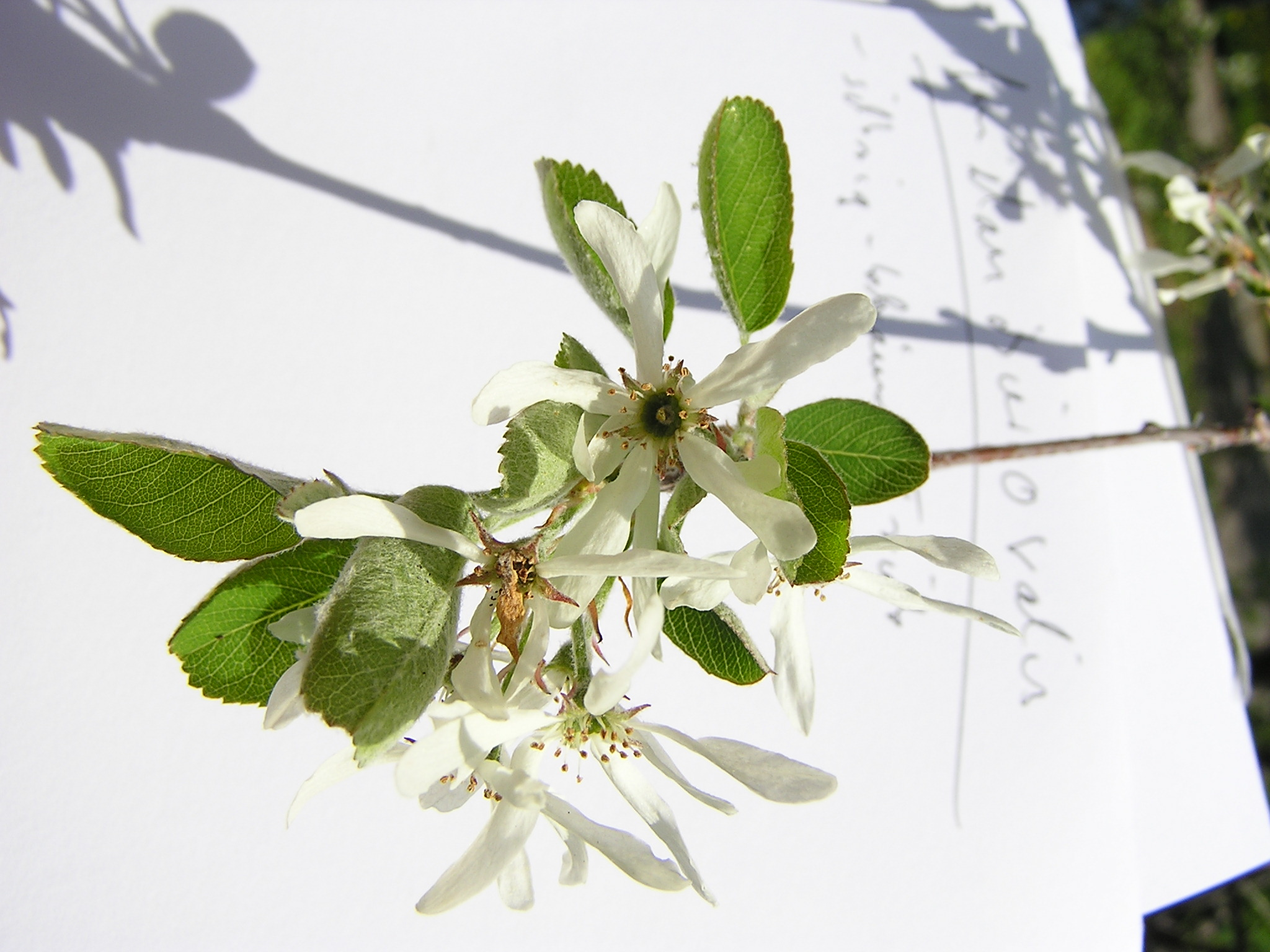
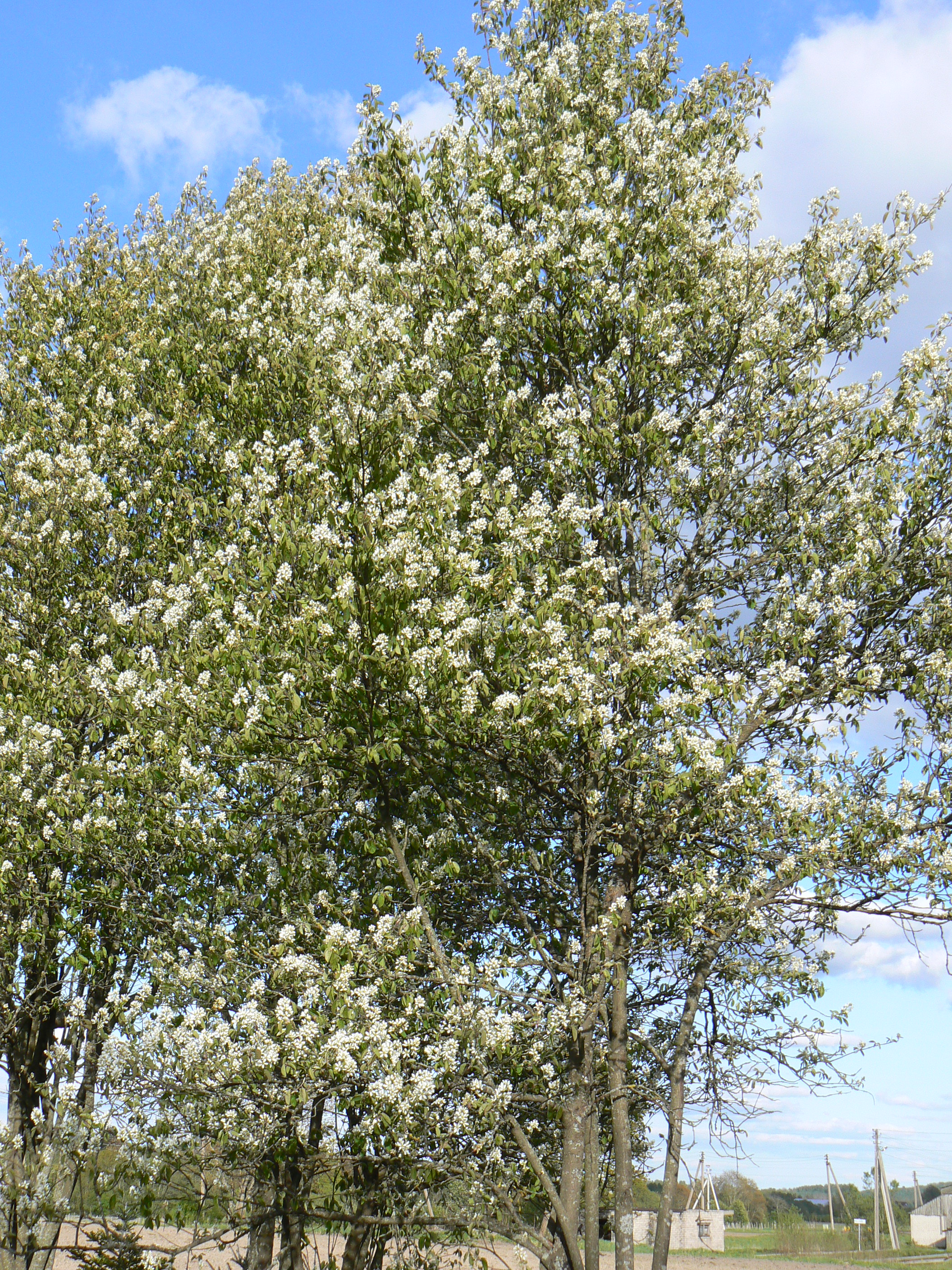
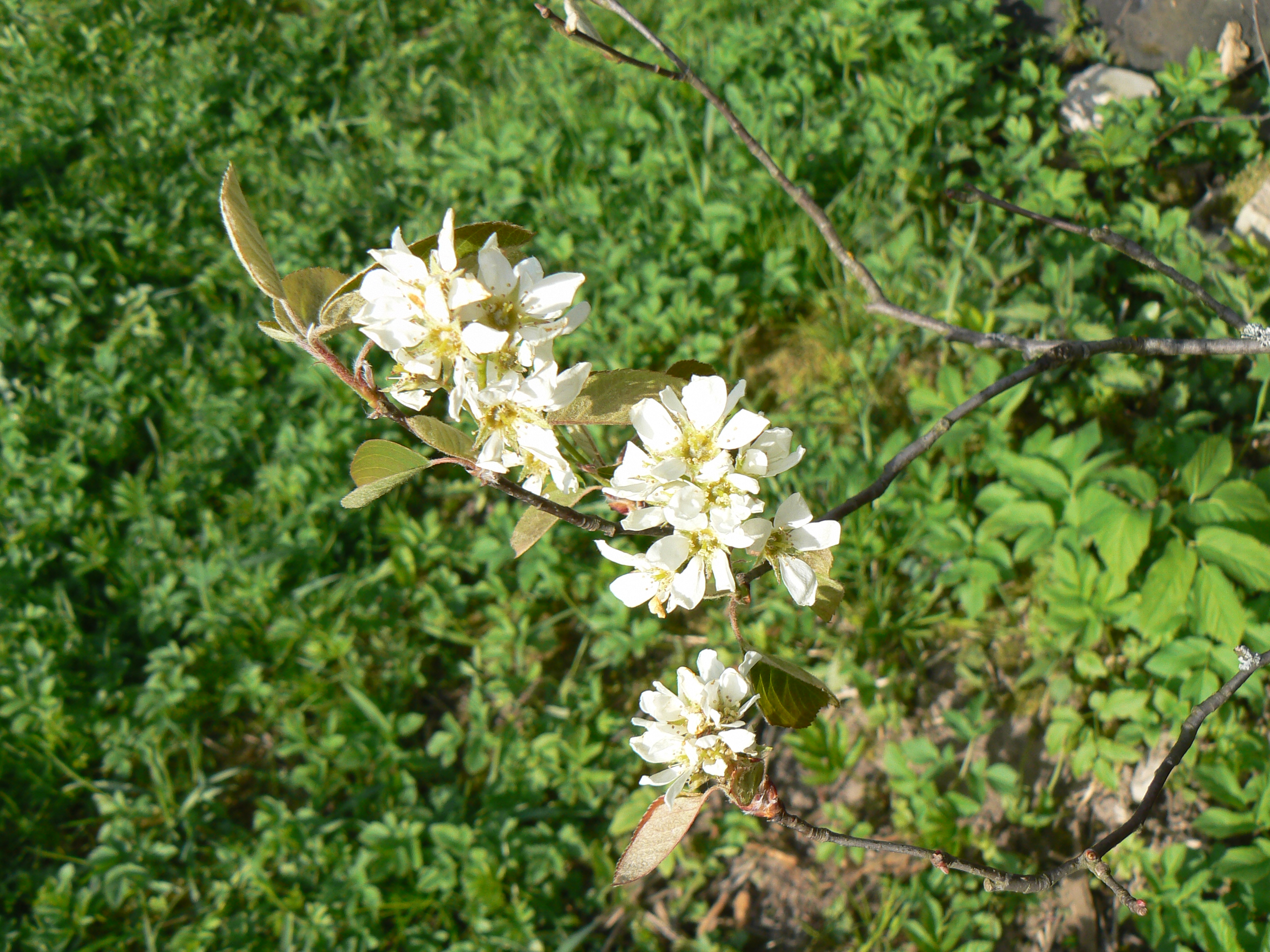
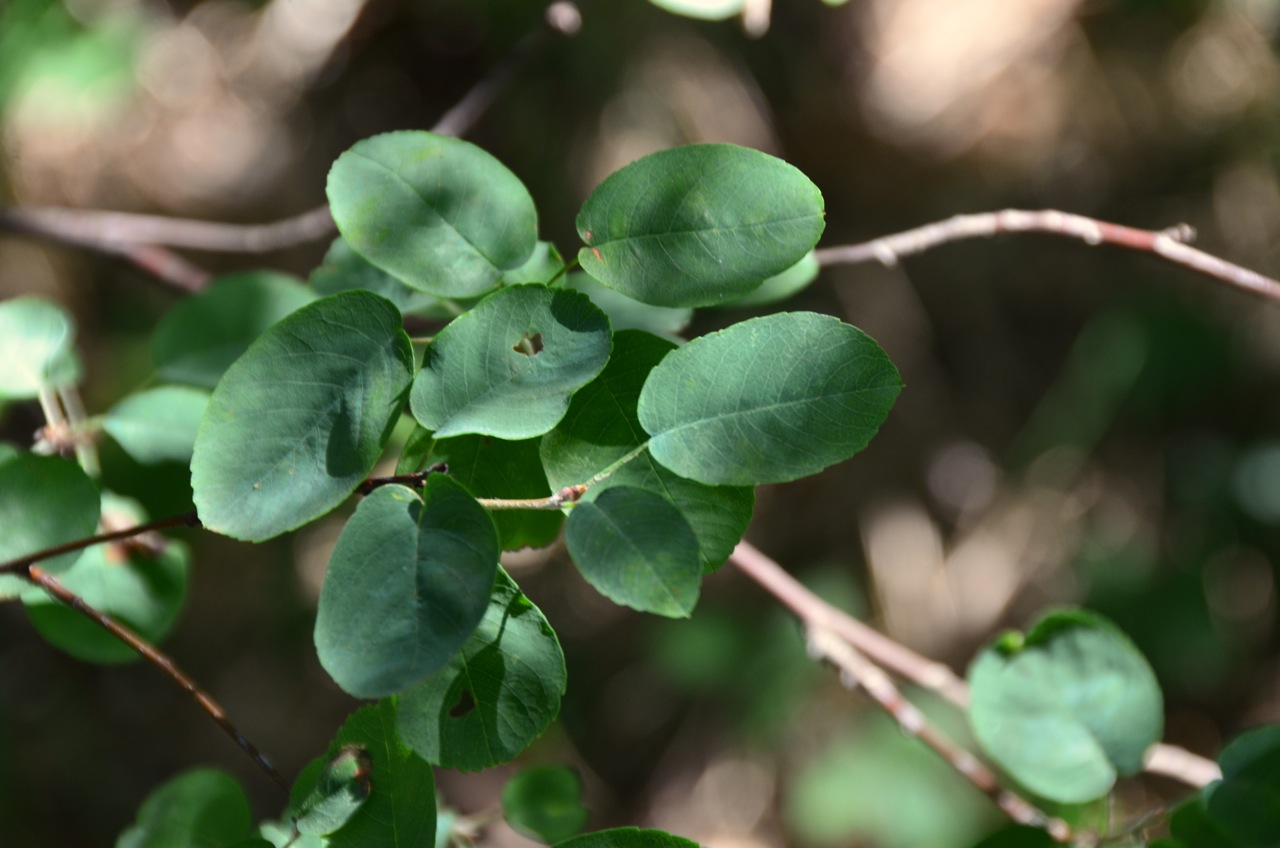
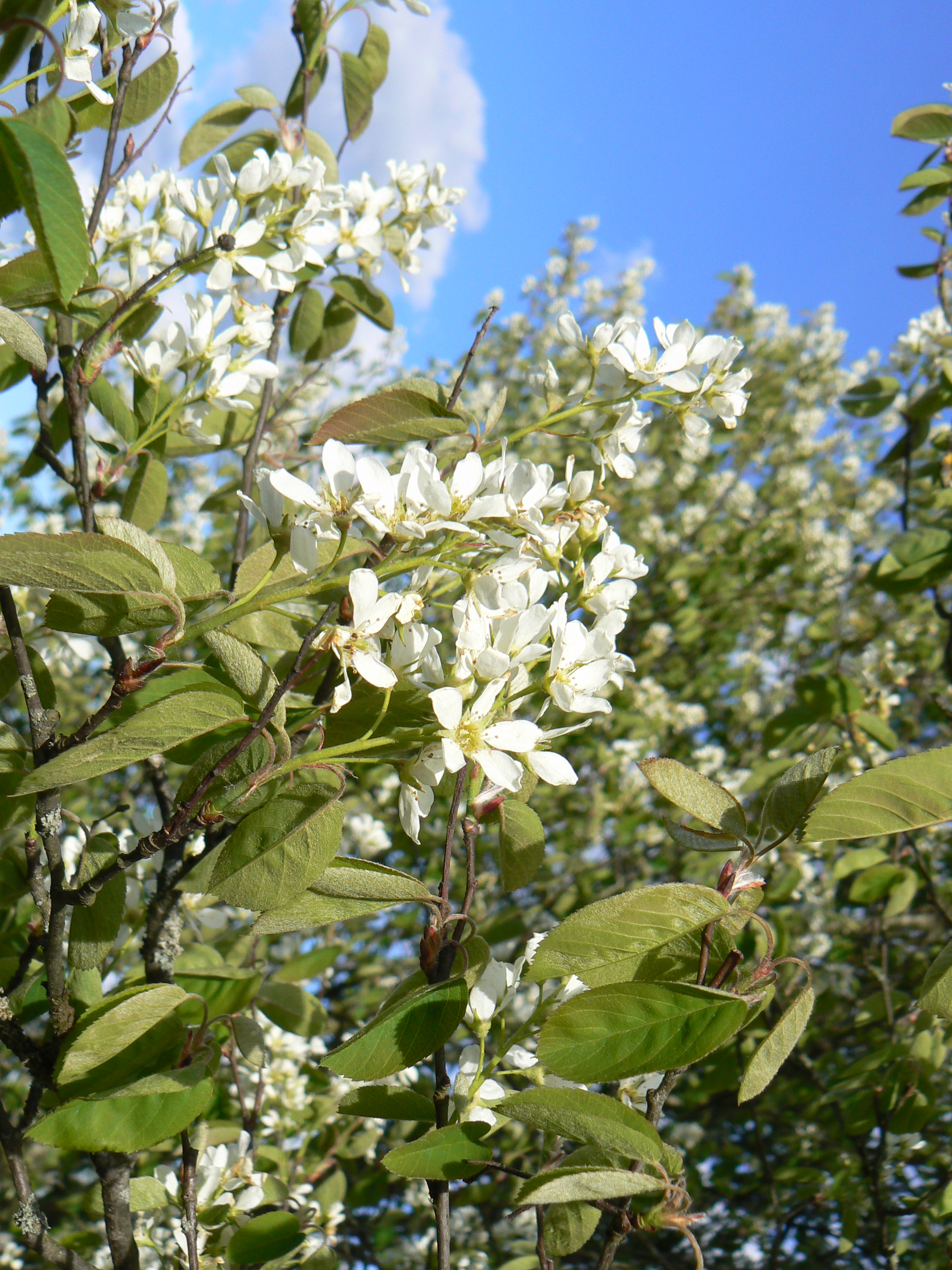
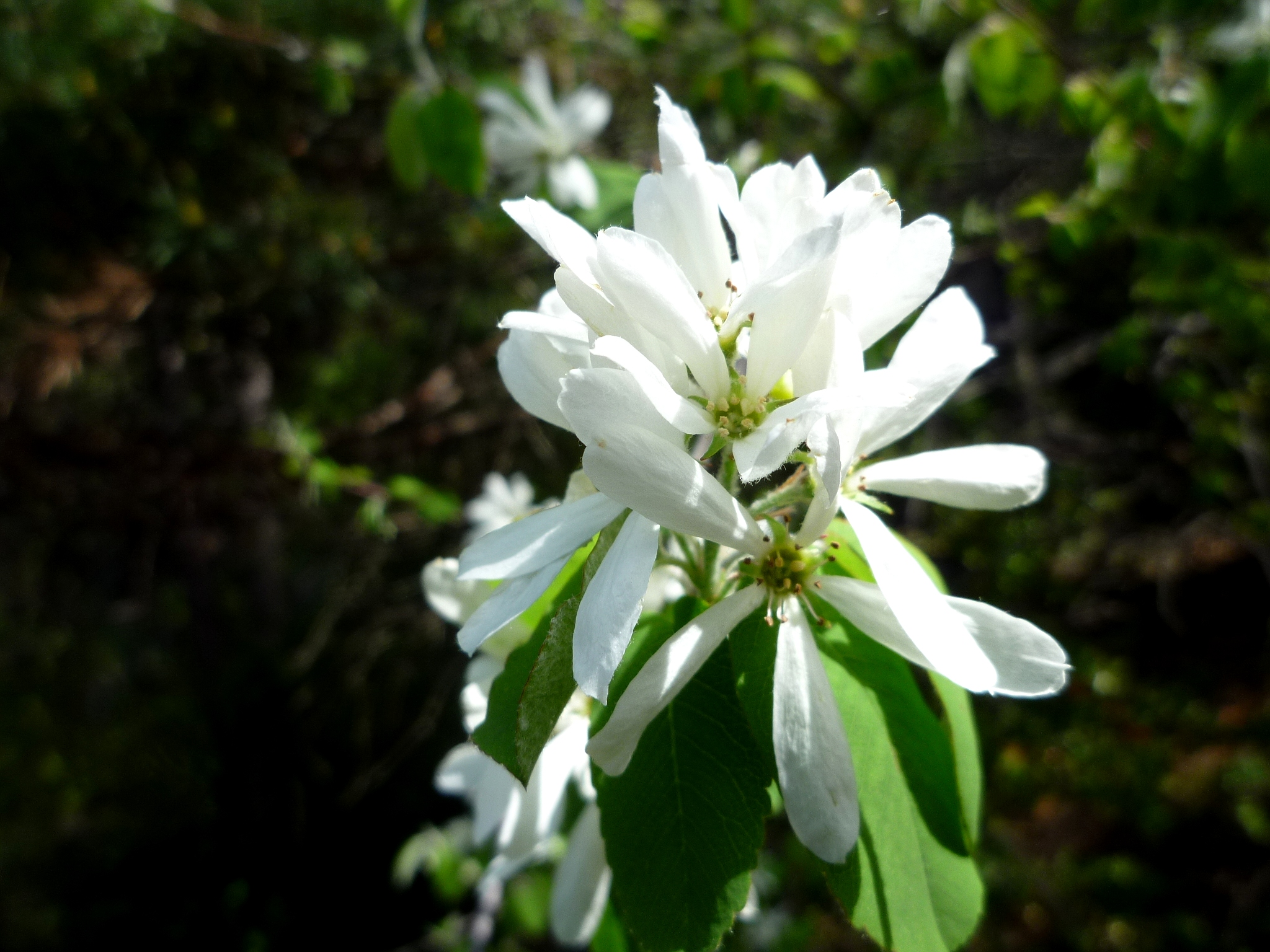
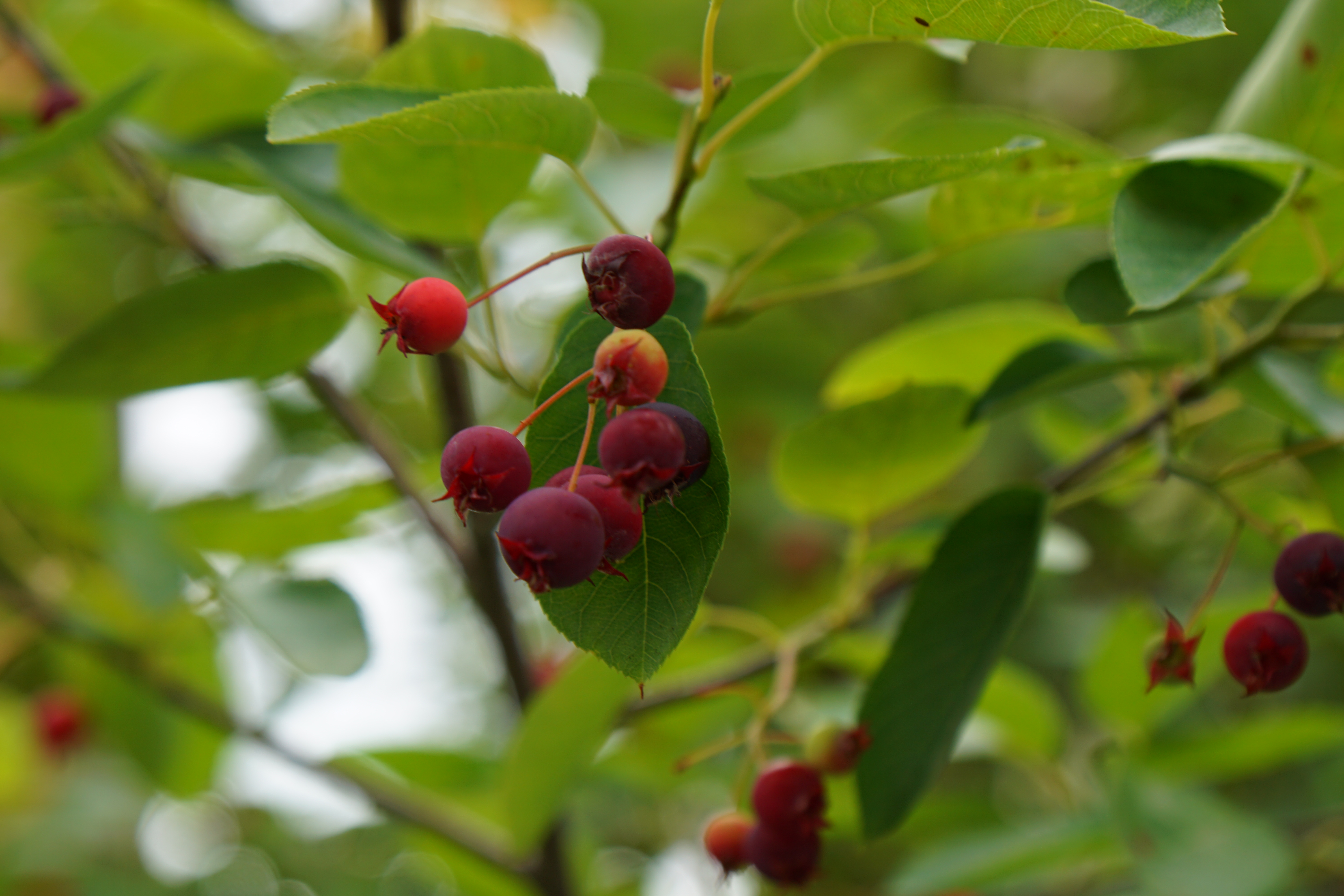
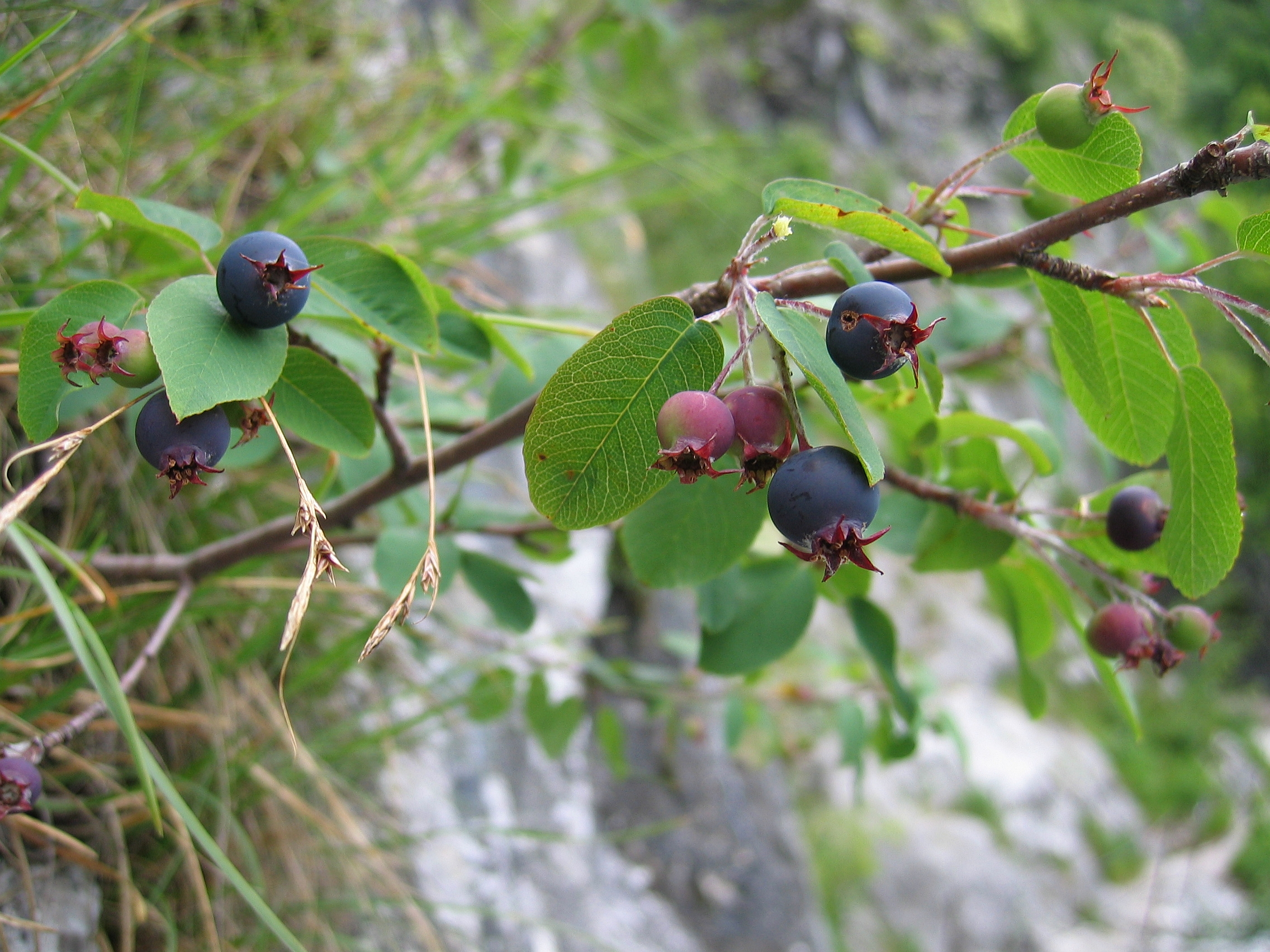
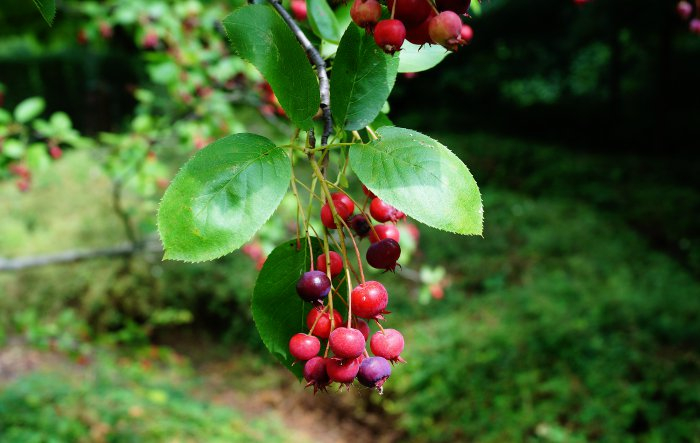
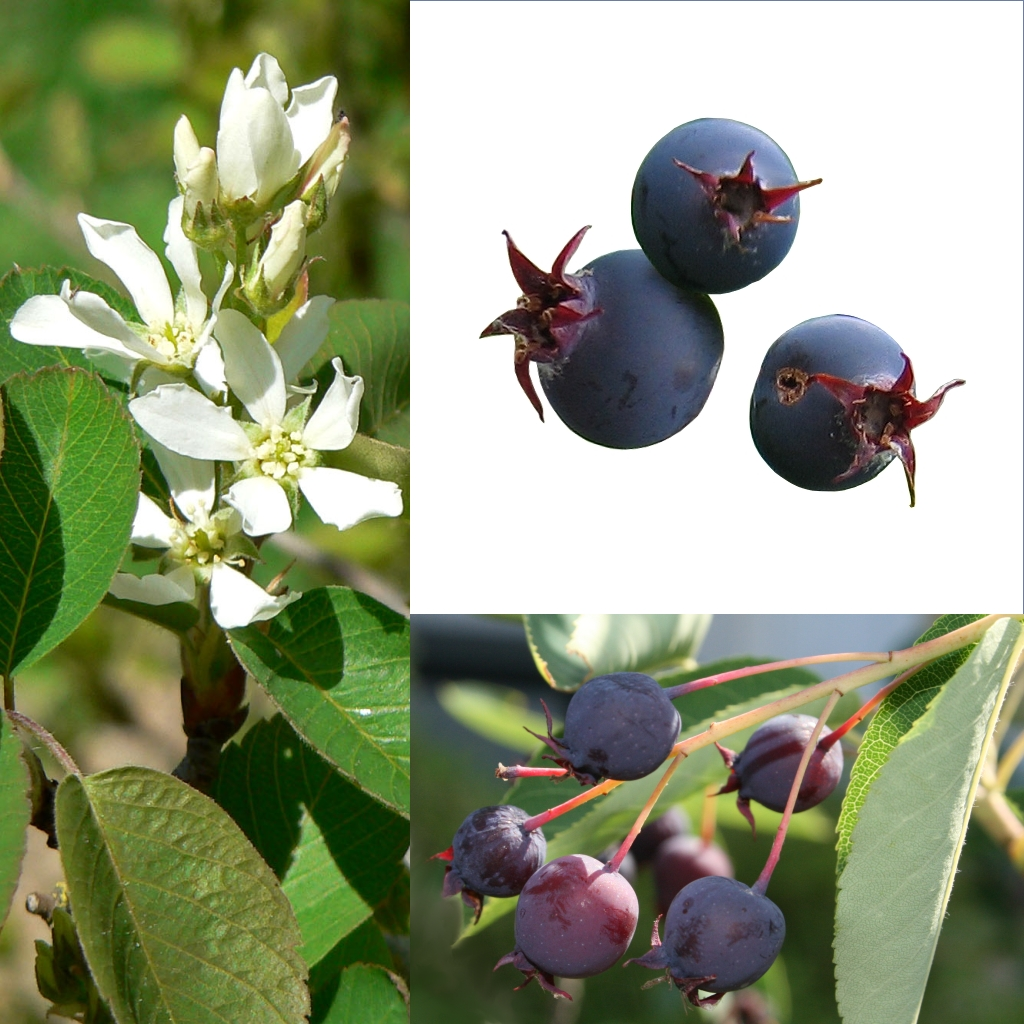